# Filialkirche Kumpfmühl

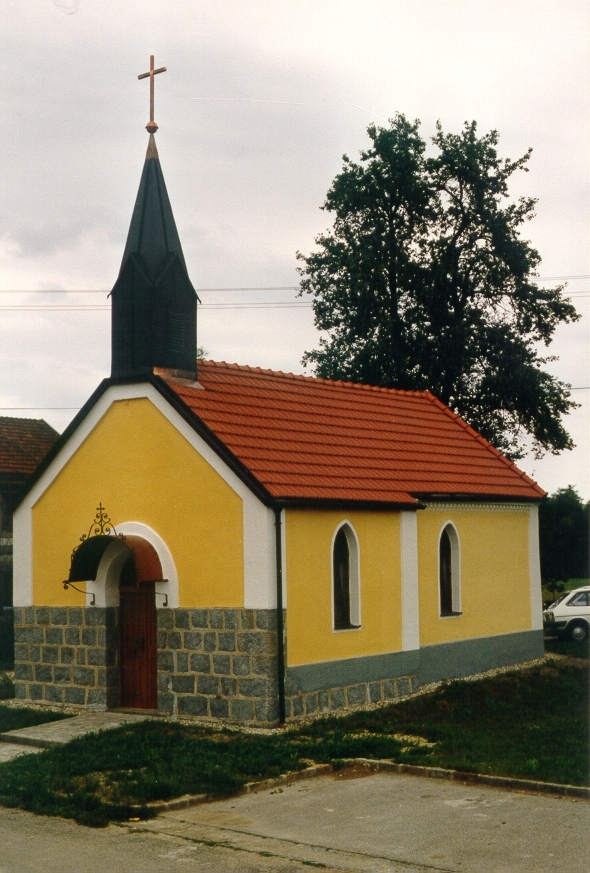
Kath. Filialkirche hl. Schutzengel in Kumpfmühl

Die Filialkirche Kumpfmühl steht im Ort Kumpfmühl in der Gemeinde Dorf an der Pram in Oberösterreich. Die römisch-katholische Filialkirche hl. Schutzengel der Pfarrkirche Dorf an der Pram gehört zum Dekanat Kallham in der Diözese Linz. Die Kirche steht unter Denkmalschutz.

## Architektur
Die Privatkapelle wurde 1891 von Leopold Raab, Hausbesitzer in Kumpfmühl, nach den Plänen des Architekten Raimund Jeblinger erbaut und 1892 mit Bischof Franz Doppelbauer geweiht. Die Kapelle wurde 1902 baulich erweitert. Nach dem Tod von Leopold Raab ging die Kapelle durch Schenkung am 31. Mai 1924 an die Pfarre Dorf an der Pram. Von 1989 bis 1992 wurde Kirche generalsaniert.

## Ausstattung
Der neugotische Altar trägt Relieffiguren, mittig ein Schutzengel mit einem kleinen Kind an der Hand und einer Schlange zu seinen Füßen, links Franziskus und Leopold rechts.